# Барашково (Курганская область)
Барашково — село в Варгашинском районе Курганской области. Входит в состав Варгашинского поссовета.

## История
До 1917 года входило в состав Падеринской волости Курганского уезда Тобольской губернии. По данным на 1926 год состояло из 144 хозяйств. В административном отношении являлась центром Барашковского сельсовета Курганского района Курганского округа Уральской области.

## Население
| 1912 | 1926 | 1989 | 2002 | 2010 |
| ---- | ---- | ---- | ---- | ---- |
| 650  | ↗716 | ↘491 | ↗500 | ↘451 |

По данным переписи 1926 года в селе проживало 716 человек (335 мужчин и 381 женщина), в том числе: русские составляли 100 % населения.